# Basílica de la Immaculada Concepció (Washington)
La Basílica de la Immaculada Concepción de Washington (anglès: Basilica of the National Shrine of the Immaculate Conception) és una basílica menor de l'Església Catòlica situada a Washington, capital dels Estats Units. També té l'estatus de santuari nacional, donat per la Conferència dels Bisbes Catòlics dels Estats Units. És per la seva alçada, l'església catòlica de culte més alta dels Estats Units, l'edifici més alt de la ciutat de Washington i el 9 edifici religiós més alt del món.
Durant la seva visita als Estats Units, el papa Benet XVI li va obsequiar la Rosa d'Or. El 23 de setembre de 2015, durant el seu viatge pastoral als Estats Units, el Papa Francesc va presidir la celebració de canonització de Juníper Serra

## Història
Es va començar a construir el 1920, i es va inaugurar el 1959. Tot va començar quan, en 1792, el bisbe de Baltimore, John Carroll, va consagrar a la nou nació dels Estats Units a la protecció de la Immaculada Concepció. El 1847, el Papa Pius IX va formalitzar aquest patronatge. A partir de llavors es va anar formant la idea de la creació d'un temple dedicat a la Patrona nacional. El bisbe Thomas Joseph Shahan, quart rector de la Universitat Catòlica d'Amèrica a Washington, va proposar la construcció d'un santuari nacional per commemorar la Immaculada Concepció a la capital del país. El bisbe Shahan va presentar la seva crida al papa Pius X el 15 d'agost de 1913.

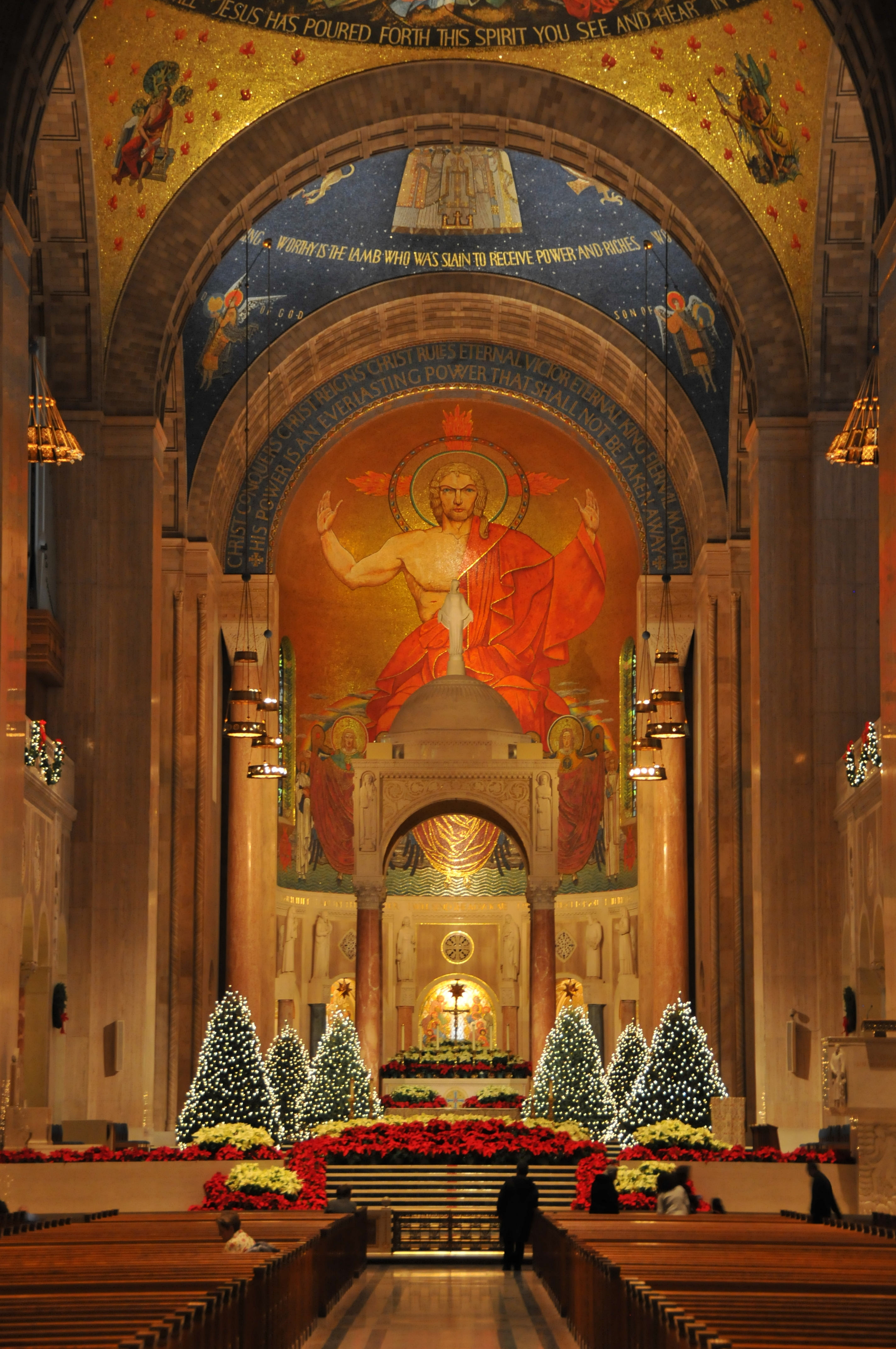
Vista interior del cor i el santuari de la basílica

Des de 1968, la tiara papal del papa Pau VI s'exhibeix a l'església de la Cripta. L'agost de 2006 es va acabar el treball en un mosaic que cobria la cúpula de la Redempció a la Gran Església Superior. Després de la seva finalització a l'estiu de 2007, la Cúpula de l'Encarnació va ser beneïda el 17 de novembre de 2007. Una petita capella al nivell de l'església de la cripta en honor a la Mare de Déu de La Vang (Vietnam) es va completar l'any 2006.
El 2008, durant el seu viatge als Estats Units, el Papa Benet XVI va atorgar la Rosa d'Or a la Basílica del Santuari Nacional de la Immaculada Concepció. El juny de 2011 es va erigir una nova capella dedicada a la Mare de Déu del Líban dins de la basílica, commemorant la fidelitat de l'Església maronita i els seus fidels. Un mosaic de Sant Maroun i la Crucifixió va ser copiat del manuscrit maronita de Rabbula del segle VI i va ser donat pel cardenal Donald Wuerl. La capella va ser consagrada formalment pel bisbe maronita Gregory J. Mansour el 23 de setembre de 2011.
El 26 de gener de 2013, la basílica va celebrar una missa d'acció de gràcies televisada i va consagrar dues relíquies de les nord-americanes Kateri Tekakwitha i Marianne Cope, ambdues canonitzades el 20 d'octubre de 2012.
El papa Francesc va visitar el santuari el 23 de setembre de 2015 i va celebrar una missa per la canonització de Sant Juníper Serra, OFM, al centre comercial de la Universitat Catòlica d'Amèrica. L'altar, l'ambo i la cadira utilitzats per a aquesta missa coincideixen amb el marbre existent a la basílica. Després de la missa, l'altar papal es va col·locar davant de l'altar major, i ara s'utilitza com a altar a la Gran Església Superior. El 20 de febrer de 2016, la basílica va ser el lloc de la missa funerària del jutge de la Cort Suprema dels EUA Antonin Scalia en la qual el seu fill el P. Paul Scalia va ser el celebrant.

## Arquitectura

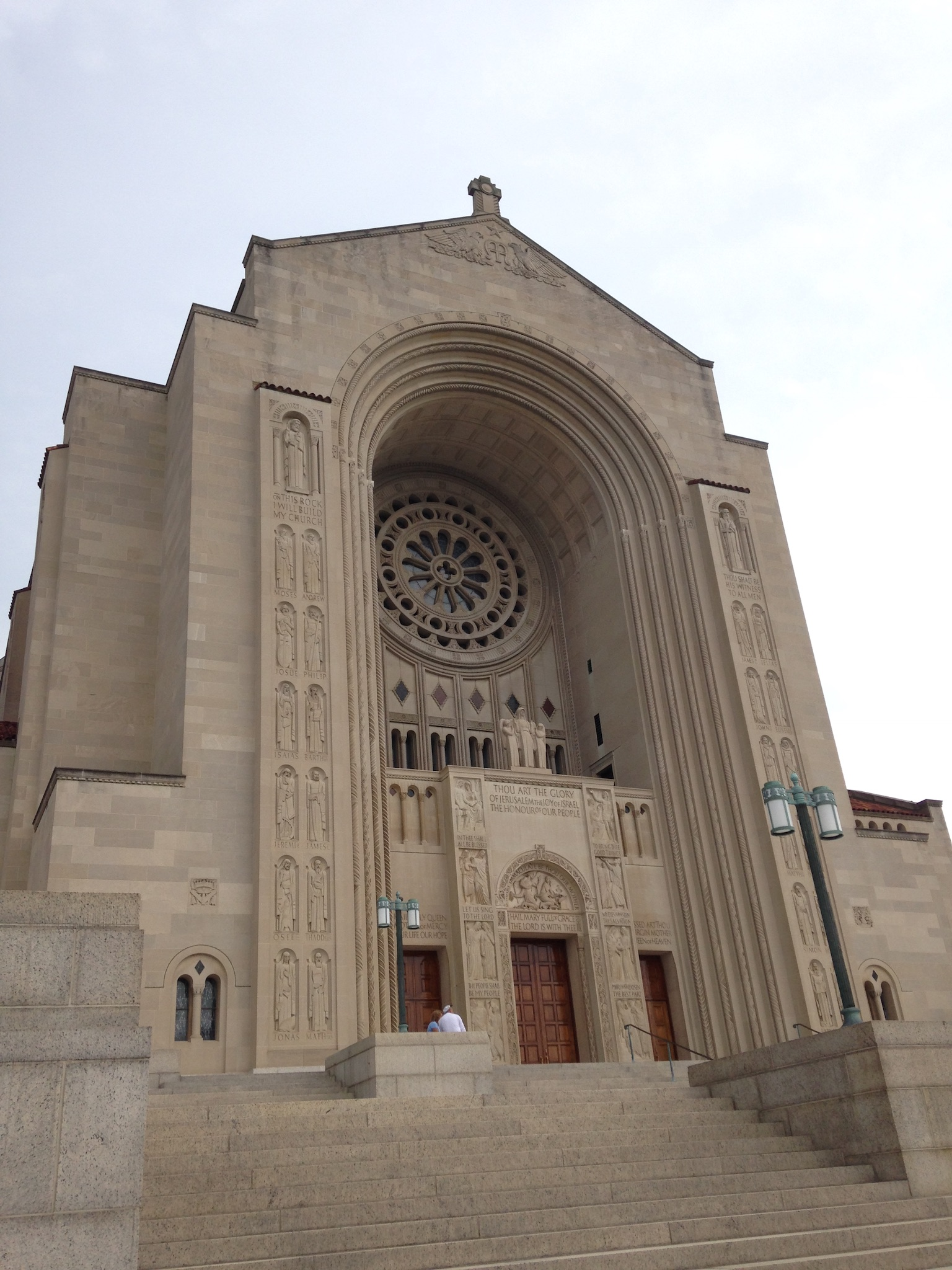
The detail of the grand facade of the basilica

L'exterior de la basílica és de 459 peus (140 m) llarg, 240 ft (73 m) d'ample, i 237 ft (72 m) alt fins al cim de la creu de la cúpula. L'àrea exterior de la basílica és de 110,158 peus quadrats (10,234 m2). El diàmetre de la cúpula principal (la cúpula de la Trinitat ) de la basílica és de només 7 peus (2.1 m) més petit que el de la cúpula dels EUA Capitoli. La superfície interior de la basílica és de 76,391 sq ft (7,097 m2) per al Nivell Superior i Gran Església Superior, i 129,910 sq ft (12,069 m2) per a l'església del nivell inferior i de la cripta, per un total de 206,301 sq ft (19,166 m2).
El santuari va ser construït a l'estil de les esglésies medievals, recolzant-se en gruixuts murs de maçoneria i columnes en lloc d'acer estructural i formigó armat. Va ser dissenyat per acollir 10.000 fidels i inclou serveis moderns com ara una cafeteria al soterrani, altaveus ocults per a la megafonia per portar el discurs a l'altar a la part posterior de l'edifici, aire condicionat i la que va ser la llosa de calefacció radiant més gran del món (el 1959). ).
L'element arquitectònic final es va completar amb la instal·lació de les 24 tones de vidre venecià a la cúpula central de la Trinitat, un dels mosaics més grans d'aquest tipus del món. El 8 de desembre de 2017, festa de la Immaculada Concepció, la cúpula va ser dedicada i beneïda solemnement pel cardenal Donald Wuerl.

## Immaculada Concepció
La basílica és l'església catòlica nacional i patronal dels Estats Units, en honor a la Immaculada Concepció com a Patrona, atorgada pel Papa Pius IX el 7 de febrer de 1847 . El papa Pius XI va donar una interpretació en mosaic de la imatge el 1923. El santuari ha merescut diverses visites papals:

## Galeria

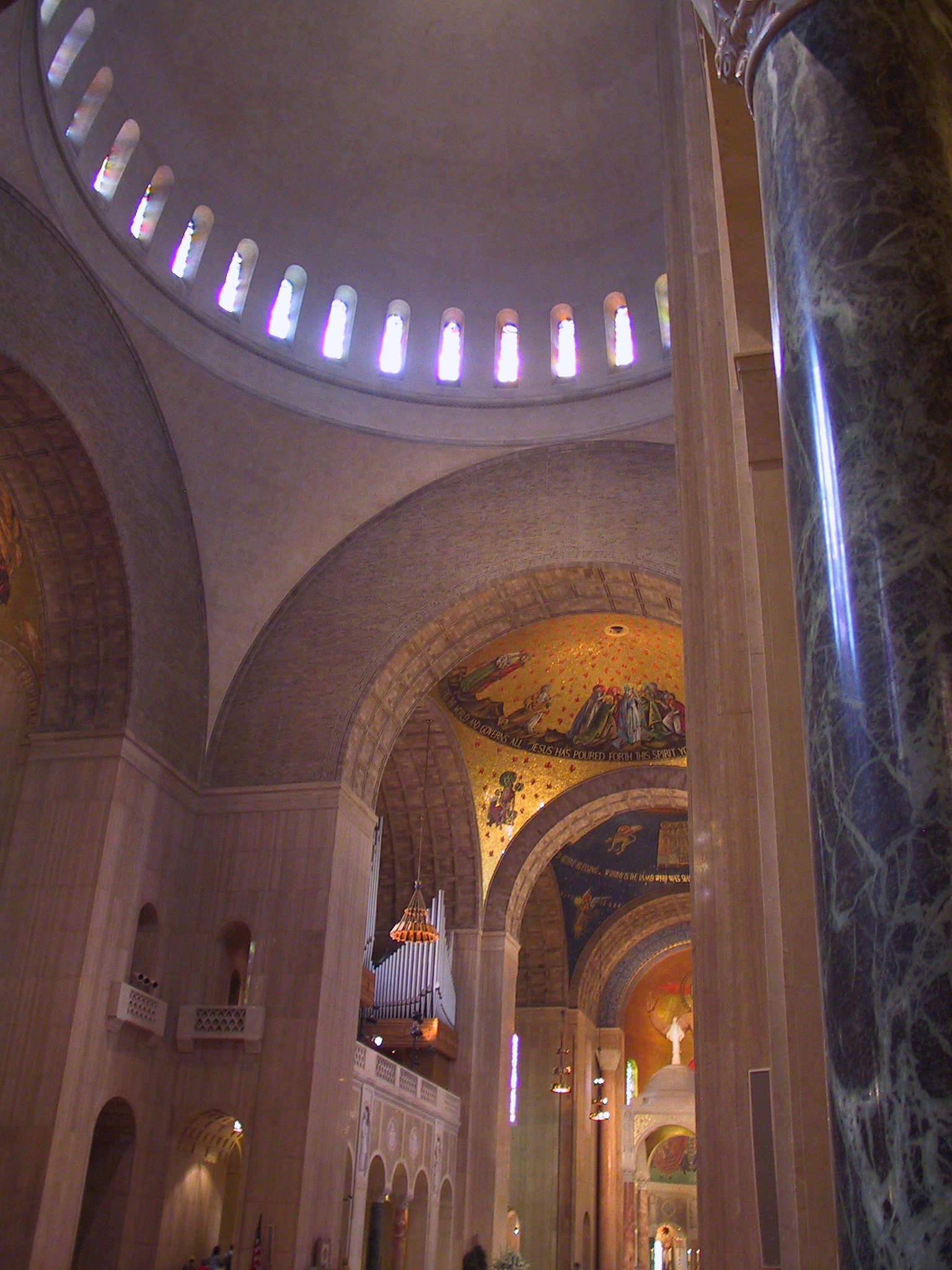
Interior de la basílica
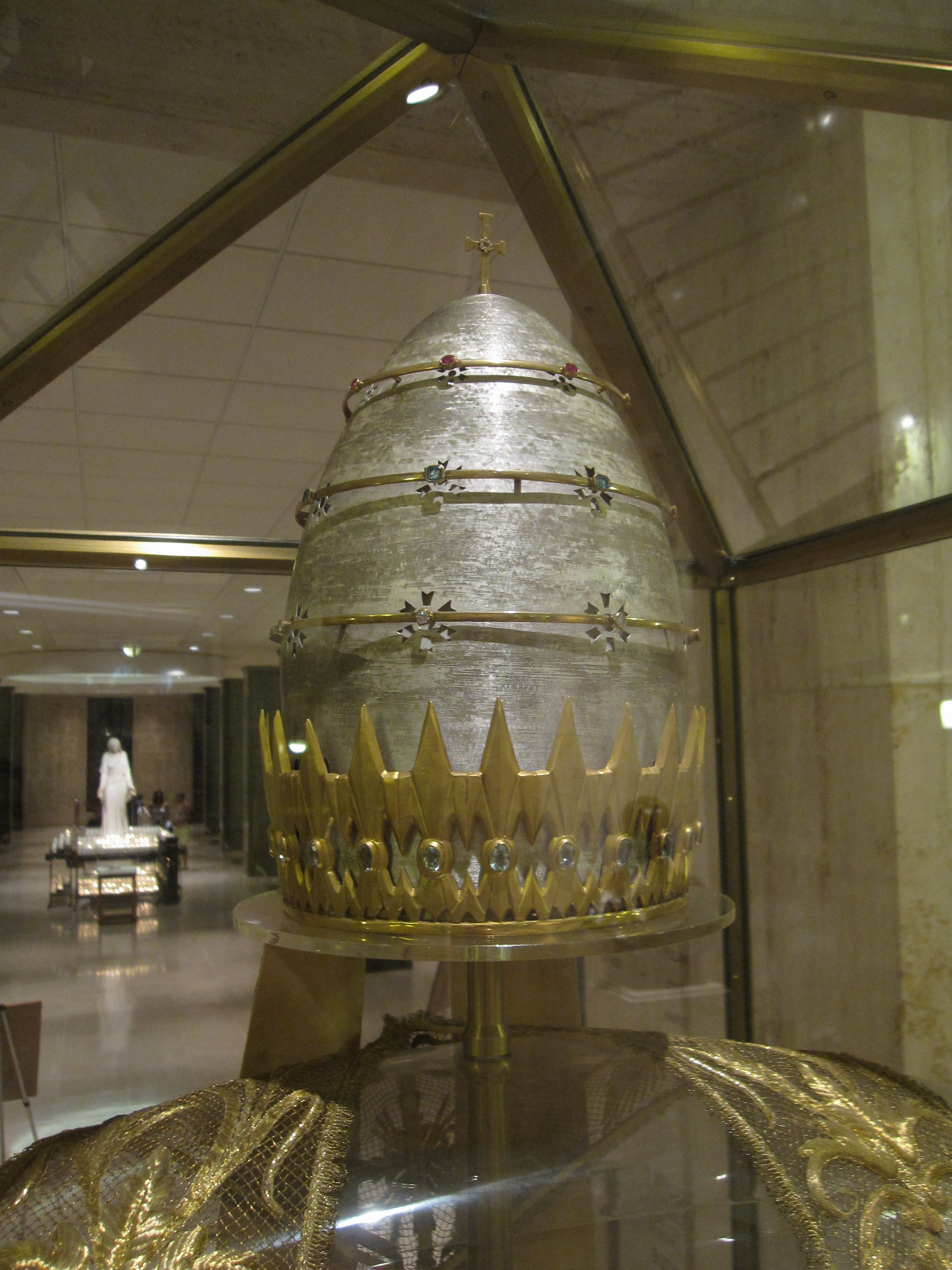
Tiara de Pau VI